# Света Параскева (Везник)
Вижте пояснителната страница за други значения на Света Параскева.
„Света Параскева“ (на гръцки: Αγίας Παρασκευής) е възрожденска православна църква в сярското село Везник, Егейска Македония, Гърция. Енорийски храм е на Сярската и Нигритска епархия на Вселенската патриаршия. Църквата е енорийски храм на селото.
Архитект на църквата е Андреас от Костур, автор и на църквата „Свети Атанасий“ в Довища. Църквата е изградена на мястото на старата църква „Света Неделя“. Построена е в три строителни фази. Първо е издигнато светилището, по-късно основният храм и нартексът и така се получава трикорабна базилика. Храмът е открит на 20 октомври 1805 година според запазената плоча с надпис. Запазен е и султанският ферман за него от 17 септември 1805 година.
Към енорията принадлежат и църквите „Свети Дух“, „Света Неделя“ и „Св. св. Константин и Елена“.